# Mica, Mureș
Mica (Mikefalva în maghiară, Michelsdorf, Kleindorf, Mitterdorf în germană) este satul de reședință al comunei cu același nume din județul Mureș, Transilvania, România.

## Locație și așezare
Satul Mica este străbătut de râul Târnava Mică. Distanța față de cele mai importante localități din împrejurimi:
- Târnăveni 12 km
- Târgu Mureș 30 km

În Mica se poate ajunge cu trenul pe linia 307 Blaj-Târnăveni(-Praid), iar cu mașina pe drumul județean DJ 142.

## Istoric
Localitatea este atestată documentar în 1376.

## Populația
Mica număra în anul 1992, 576 locuitori, dintre care 514 maghiari, 63 români și 2 germani, iar la recensământul din 2002, satul Mica avea un număr de 583 locuitori din care 64 români, 518 maghiari și 1 german.
Conform Recensământului din 2022 populația localității Mica era de 528 locuitori. 

## Monumente istorice
- Conacul Keresztes-Eperjesi (secolul al XVIII-lea, actualmente sediul Primăriei).

## Obiective memoriale
Cele 3 morminte ale Eroilor Români din Al Doilea Război Mondial sunt amplasate în curtea bisericii ortodoxe din localitate. În acestea sunt înhumați 15 eroi necunoscuți și 2 eroi cunoscuți. 

## Personalități
- Ștefan Korodi (1924 - 2000), demnitar comunist

## Galerie de imagini

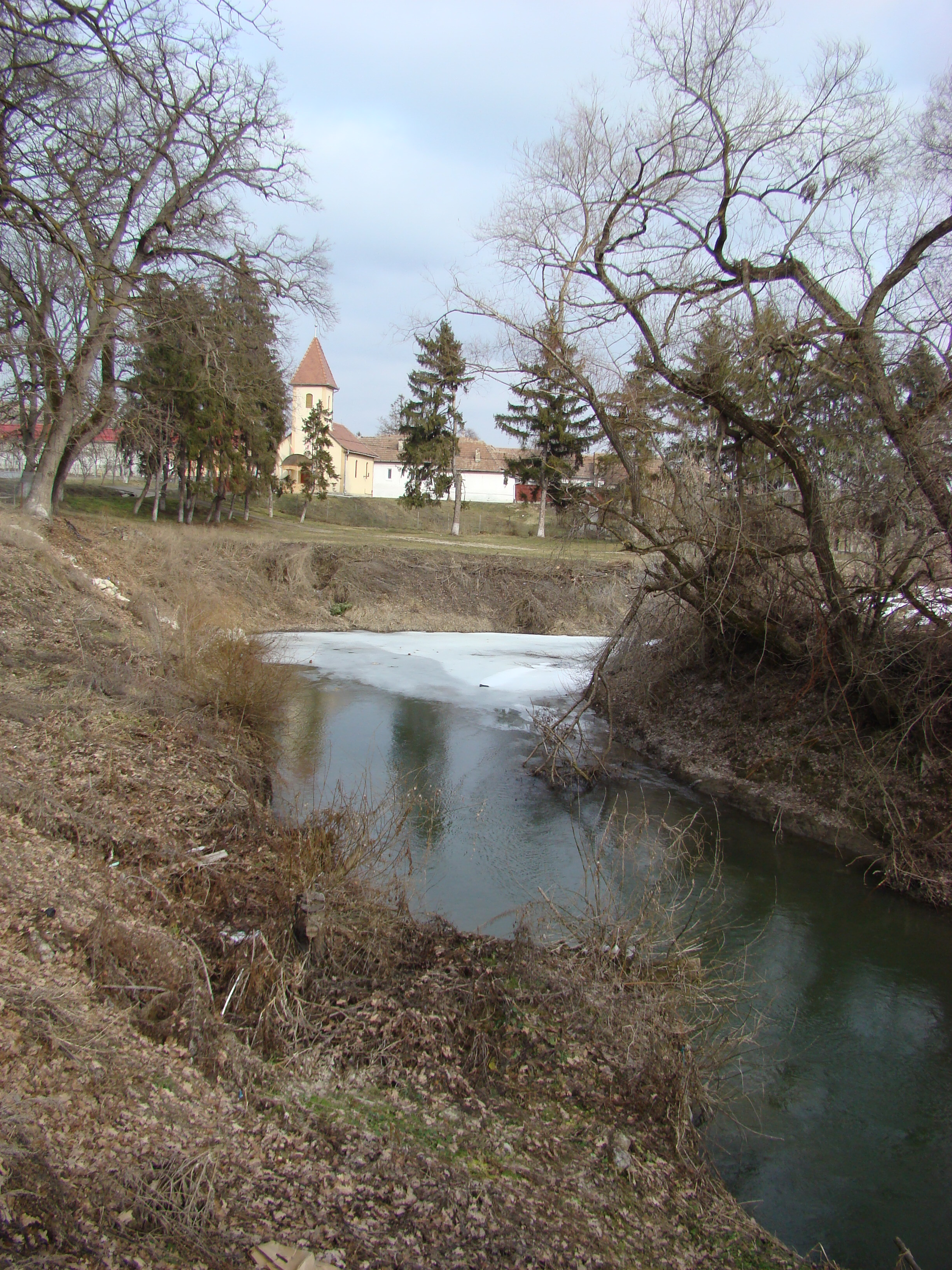
Râul Târnava Mică la Mica; în fundal se vede biserica ortodoxă